# Tumbesmyrtörnskata
Tumbesmyrtörnskata (Thamnophilus bernardi) är en fågel i familjen myrfåglar inom ordningen tättingar.

## Utbredning och systematik
Tumbesmyrtörnskata förekommer från arida tropiska sydvästra Ecuador till nordcentrala Peru samt Isla Puná. Tidigare inkluderades marañónmyrtörnskata (T. shumbae) i arten, då under namnet "vitnackad myrtörnskata".

## Status
IUCN kategoriserar arten som livskraftig.